# Антим II Драчки
Антим (на гръцки: Άνθιμος) е православен духовник, драчки митрополит на Вселенската патриаршия от 1844 до 1845 година.

## Биография
Служи като протосингел на митрополит Герасим Пелагонийски (1833 - 1840). В юни 1839 година е ръкоположен в „Свети Димитър“ в Битоля за аристийски епископ и назначен за викарий на Пелагонийската митрополия. Ръкополагането е извършено от митрополит Калиник Преспански, в съслужение с митрополит Неофит Мъгленски и Йоаким II Дебърски.
През март 1844 година е избран за митрополит на Драч..
Умира в 1845 година в Калищкия манастир, погребан е в „Свети Климент“ в Охрид.